# (6614) Antisthenes
(6614) Antisthenes ist ein Asteroid des Hauptgürtels, der am 24. September 1960 im Rahmen des Palomar-Leiden-Surveys von dem niederländischen Astronomenehepaar Cornelis Johannes van Houten und Ingrid van Houten-Groeneveld am Palomar-Observatorium (IAU-Code 675) auf dem Gipfel des Palomar Mountain etwa 80 Kilometer nordöstlich von San Diego in Kalifornien entdeckt wurde. Die Feldplatten wurden an der Universität Leiden durch Tom Gehrels ausgewertet.
Der Asteroid wurde nach dem griechischen Philosophen der Antike Antisthenes (* um 445 v. Chr.; † um 365 v. Chr.) benannt, der Begründer sowie einer der Hauptvertreter der Lehre des Kynismus war.